# Pere II del Congo
Pedro II Nkanga a Mvika (1575-1624) va ser un manikongo del regne del Congo des del 1622 fins a la seva mort el 13 d'abril de 1624. Fou el fundador de la dinastia Kinkanga i podia seguir la seva ascendència fins a una de les filles d'Afonso I.

## Biografia
Pedro II va exercir com a governador provincial del,anikongo Álvaro III Nimi a Mpanzu com a marquès de Wembo i després com a duc de Mbamba. El manikongo Álvaro III no tenia cap hereu, ja que era un home jove amb oncles més vells que volia governar. Quan va morir el 1622, Pedro II va ser escollit com a candidat de compromís. El pare del rei Pedro II era de la província de Nsundi, on va néixer Pedro, per la qual cosa la seva casa reial és coneguda per aquest nom o simplement la Kanda Kinkanga.
Va ser àmpliament considerat com un home virtuós i un model cristià. Els jesuïtes, que havien arribat recentment a Kongo, el van retreure com un parangó del cristianisme.
Al poc d'arribar al tron el governador d'Angola, João Correia de Sousa, va enviar un exèrcit al Congo afirmant que tenia dret a triar el mwenekongo. A més d'això, Sousa va acusar Pedro d'acollir esclaus fugitius d'Angola durant el seu mandat com a duc de Mbamba. Després d'una victòria contra els nambu a Ngongo, un veí del sud del Congo, un exèrcit portuguès de 20.000 soldats amb els seus aliats Imbangala va entrar a Mbamba i el ducat va ser defensat Mbumbi. Tot i que els homes del duc van lluitar amb valentia i dispersaren una part de l'exèrcit portuguès, era molt més gran que la seva petita força i la del marquès de Mpemba que va aconseguir unir-se a ell. Els portuguesos van derrotar i van matar els dos nobles. Més tard van ser devorats per les tropes imbangala de Portugal.
Pedro II va declarar immediatament a Angola enemic de l'estat i va enviar l'exèrcit principal del Congo a enfrontar-se als invasors a Mbanda Kasi. L'exèrcit Congo aixafà els portuguesos i els imbangala i els va obligar a sortir del Congo. Després d'això, es van produir disturbis antiportuguesos a tot el regne i van amenaçar la seva llarga comunitat mercantil. Els portuguesos a tot el país estaven humiliantment desarmats humiliant i fins i tot obligats a renunciar a llurs robes.
Pedro II va instal·lar campament a Mbana Kasi i va escriure nombroses cartes de protesta a Roma i al rei d'Espanya (llavors també governant de Portugal). Com a conseqüència d'aquestes cartes i de les protestes dels comerciants portuguesos a Congo i Angola, João Correia de Sousa va caure en desgràcia i, finalment, van retornar 1.200 esclaus de Brasil. Pedro, ansiós per no alienar la comunitat mercantil portuguesa, i conscient que generalment s'havia mantingut fidel durant la guerra, va fer tot el possible per preservar la seva vida i la seva propietat, portant alguns dels seus detractors a anomenar-lo "rei dels portuguesos".
Pedro també va escriure als Estats Generals Holandesos que proposaven que la recentment formada Companyia Holandesa de les Índies Occidentals l'ajudés en un atac a Luanda, amb el bakongo atacant per terra i els holandesos per via marítima. Tot i que va morir abans que aquesta aliança es pogués veure afectada, la ferma aliança entre el Congo i els Països Baixos persistia, arribant a bon terme en 1641 amb l'atac holandès a Luanda.